# JOOX
Joox (стилизованно JOOX) — сервис потоковой передачи музыки, принадлежащий компании Tencent, запущенный в январе 2015 года. Joox — крупнейшее приложение для потоковой передачи музыки на азиатских рынках, таких как Гонконг, Макао, Индонезия, Малайзия, Мьянма, Таиланд, а также Южноафриканских стран. Joox относится к категории Freemium обслуживание, обеспечивая большую часть своих песен бесплатно. Некоторые песни доступны только для пользователей премиум — класса, предлагаемых через платные подписки или посредством выполнения различных предлагаемых задач.
В настоящее время на эту службу приходится более 50 % всех загрузок приложений для потоковой передачи музыки на азиатском рынке.
В 2017 году Joox запустила свой сервис в Южной Африке, на их первом внешнем рынке.